# Густав III
Густав III (швед. Gustaf III, також відомий як Gustavus III; 13 (24)  січня 1746 — 29 березня 1792note on dates) — король Швеції у 1771—1792 роках. Походив з Гольштейн-Готторпської династії.

## Життєпис

### Молоді роки
Густав народився в Стокгольмі, він був сином Адольфа Фредеріка, короля Швеції, та Луїзи Ульріки Гогенцоллерн. Здобув освіту під опікою шведських державних діячів Карла Густава Тессіна та Карла Схефера, а також історика Олафа фон Даліна.
З дитинства він виявляв неабиякі здібності, особливо у володінні мовами, мистецтві та державних справах. У 1768 році Густав вперше намагався втрутитися в конфлікт між партіями «капелюхів» та «ковпаків». На короткий час перемогли останні, але вже на сесії риксдагу 1769 року «капелюхи» витіснили їх із державної ради і сформували новий уряд. Загалом Густав не дуже зумів вплинути на ситуацію, хоча підтримував «ковпаків».
У 1771 році Густав поїхав до Франції, де ознайомився з її політичними діячами, зокрема герцогом Шуазелем. На Густава глибоке враження справили французькі наука, мистецтво, архітектура, захопили ідеї Просвітництва.
Перебуваючи в Парижі, він дізнався про смерть батька. Повертаючись до Швеції, Густав зустрівся з Фрідріхом I Пруським, який порадив небожеві утримуватися від насильства. До того ж виступив гарантом шведської конституції разом з Росією та Данією.

### Правління

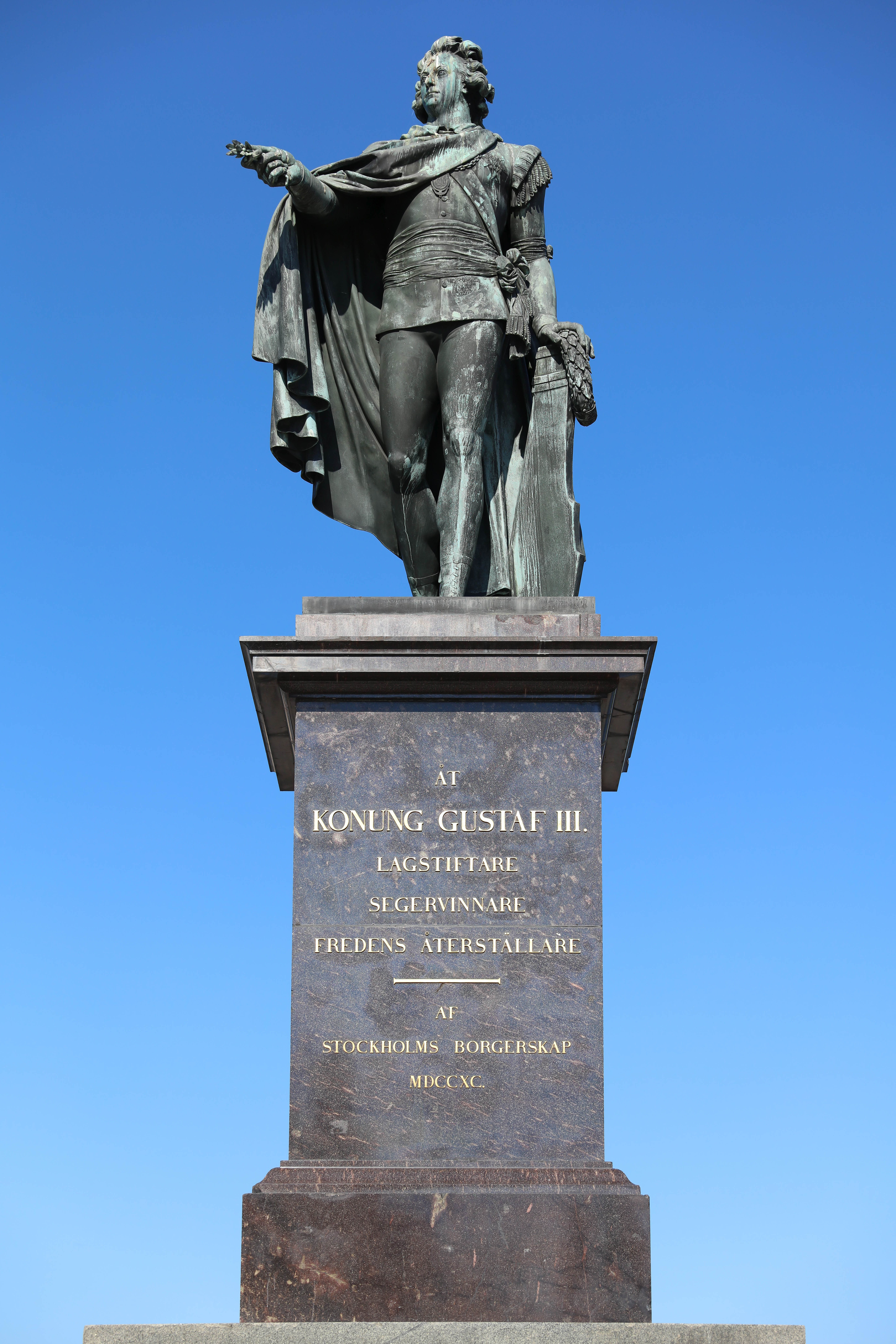
Пам'ятник королю Швеції Густава III (Стокгольм)

12 лютого 1771 року Густав став новим королем Швеції. 21 червня того ж року він виступив на відкритті риксдагу. Це було вперше за багато років, коли король звернувся до парламенту шведською мовою.
Із самого початку діяльність Густава III була спрямована для розширення королівської влади для проведення необхідних для країни реформ. Того часу вирував суттєвий конфлікт між аристократією та трьома нижчими станами. Коли ці стани об'єдналися на сесії риксдагу 1771—1772 років, щоб обмежити привілеї аристократів, ті звернулися по допомогу до Густава III. Підготувавшись, 19 серпня 1772 року Густав здійснив державний переворот. Використавши військову силу, він змусив усі стани відмовитися від влади й нав'язав їм нову форму правління, згідно з якою відроджувався «принцип суверенності», тобто виняткове право короля керувати країною, а Державна рада знову зводилася до простого дорадчого органу. Разом із тим риксдаг зберігав за собою право визначати податки та певною мірою впливати на законодавство. Парламентську форму правління Густав III замінив самодержавним правлінням.
Упродовж першого десятиліття свого правління Густав III дотримувався переважно політики реформ «ковпаків». Так декрет про свободу преси 1766 року замінено 1774 року новим декретом. Було скасовано багато обмежень на вільну торгівлю, зроблено гуманнішою систему покарань. У 1781 році було запроваджено свободу віросповідань для чужоземців, а 1782 року спеціальною постановою дозволено жидам оселятися у великих містах і сповідувати свою віру. У 1777 році шляхом девальвації риксдалера вдалося зміцнити міжнародне економічне становище Швеції. Густав III заслужено зажив слави одного з найосвіченіших монархів Європи.
Проте у 1780-х роках суперечності між королем та опозицією загострилися. Густав III ставав дедалі деспотичнішим, аристократія, натхненна вільнодумними французькими ідеями, знов почала вимагати для себе більшого впливу. На парламентській сесії 1786 року опозиція, яка здобула більшість, обмежила грошові субсидії королю й відхилила кілька його законопроєктів.
У міжнародній політиці Густав III був на боці Франції. Тож коли опозиція приєдналася до проросійських угруповань, король побачив можливість із допомогою активної зовнішньої політики повернути собі колишню популярність. У 1788 році Густав III напав на Росію, прагнучи відвоювати фінські провінції, втрачені на підставі мирних угод, укладених у 1721 та 1743 роках. Війна, яку вели переважно на морі, після Гогландської битви, де не було переможця, і перемоги шведів під Свенскунді, закінчилася 1790 року мирним договором у Вереле без зміни фінських кордонів.
Невдовзі після початку війни 1788 року деякі шведські офіцери-аристократи, які вважали напад Густава III на Росію неконституційним, утворили так званий Аньяльський союз і вчинили заколот. У такому становищі Густав III скликав риксдаг і в лютому 1789 року видав «Акт єднання і безпеки», який означав зміну влади в державі. Цей акт надавав королю цілковиту владу і скасовував такі головні привілеї аристократії, як виняткове право на звільнення від земельних податків і право обіймати вищі державні посади.
Ці дії короля викликали рішучий опір серед аристократії і 29 березня 1792 року відбувся новий заколот, під час якого Густава III було вбито. Це вбивство відображено в опері Джузеппе Верді «Бал — маскарад».

## Просвітницька діяльність
Період володарювання Густава називають густавіанською добою. За цей час шведське мистецтво та архітектура досягли свого розквіту. Такі художники, як Карл Густав Піло, Олександр Рослін, Адольф Ульрік Вертмюллер і Карл Фредерік фон Бреда, що працювали й за межами Швеції, зажили міжнародної слави.
Твори скульптора Юхана Тобіаса Сергеля і архітектора Карла Горлемана показують, що Швеція і в цих галузях посідала визначне місце в європейській культурі. За часів Густава III споруджено багато вишуканих садиб та будівель, стають відомими витвори шведських ювелірів та меблярів.
За часів Густава III розвився також шведський театр, національна драматургічна школа. У 1773 році король видав наказ про відкриття Шведської королівської опери та Шведського королівського балету. У 1775 році з'явилася нова будівля оперного театру.

### Повітряна куля
Після візиту Густава III до Ліона піонери повітроплавання брати Монгольф'є в червні 1784 запустили нову повітряну кулю під назвою Gustave на честь шведського короля, на якій піднялася в повітря перша в історії жінка-аеронавт, співачка Елізабет Тібль.

## Сен-Бартелемі і Густавія
Саме за короля Густава III Швеція отримала від Франції невеликий карибський острів Сен-Бартелемі в 1785 (в обмін на торгові права Франції в Гетеборзі).
Столиця острова досі носить назву Густавія на честь Густава III. Хоча його було продано назад до Франції в 1878, багато вулиць і місць там досі носять шведські назви. Крім того, шведський національний герб, три корони, з'являється на гербі острова разом із знаками розрізнення двох інших попередніх власників острова: трьома квітами лілій, що символізують Францію, і мальтійським хрестом, що символізує лицарів Святого Іоанна.

### План колонізації Австралії 1786—1787
Коли британці готувалися заснувати колонію в Ботані-Бей, уряд Густава III погодився підтримати пропозицію Вільяма Болтса щодо еквівалентного підприємства на землі Нейтс (південно-західне узбережжя Австралії). Війна з Росією призвела до того, що ця затія була залишена.

## Родина
Дружина — Софія Магдалена (1746—1813), донька Фредеріка V Ольденбурга, короля Данії та Норвегії
Діти:
- Густав Адольф (1778—1837) — король Швеції у 1792—1809 роках, був одружений з Фредерікою Баденською, мав п'ятеро дітей.
- Карл Густав (1782—1783) — помер немовлям.

## Нотатки
- Шаблон:Endnote: У 1753 Швеція перейшла з юліанського календаря на григоріанський, коли після 17 лютого настало 1 березня.